# St. Wendelin (Weidach)

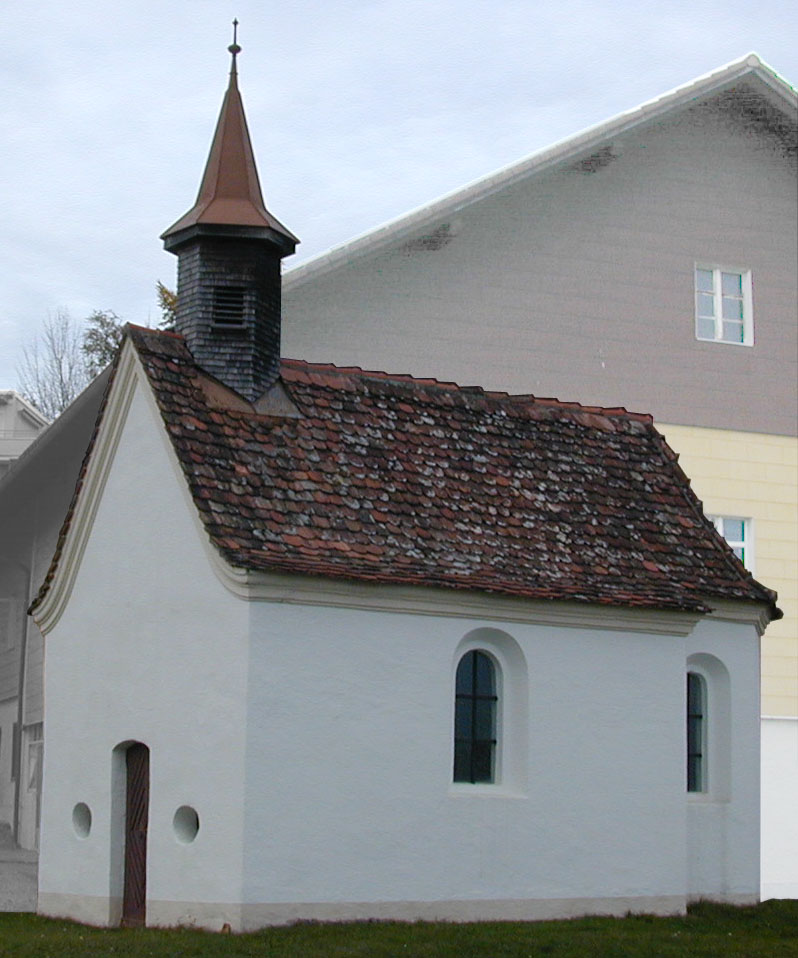
St. Wendelin in Weidach

Die Kapelle St. Wendelin ist ein römisch-katholisches Kirchengebäude in Weidach, einem Ortsteil der Gemeinde Durach im Landkreis Oberallgäu.
Es handelt sich um einen Bau des 18. Jahrhunderts mit einem eingezogenen, dreiseitig geschlossenen Altarraum. Der korbbogige Chorbogen gegen das Schiff hat einen Stichbogeneingang zwischen kleinen Ovalfenstern. Die Flachtonne trägt moderneren Barockstuck und ähnelt dem der Pfarrkirche Heilig Geist im Hauptort Durach.
Die Fresken der Kirche sind mit J. Hengge 1932 signiert. Der Altar stammt womöglich aus dem frühen 18. Jahrhundert. Die moderne Fassung ist mit einem Gemälde aus dem Jahr 1932 zwischen gedrehten Säulen ausgestattet. Im Chorbogen stehen Holzfiguren, die den heiligen Wendelin und heiligen Sebastian verkörpern sollen. Beide Figuren sind auf der Rückseite mit 1706 bezeichnet.
Über dem Profilgesims ist das Satteldach mit einem oktogonalen Dachreiter.